# Panjkora
Il Panjkora è un affluente di destra dello Swat che attraversa la provincia pakistana di Khyber Pakhtunkhwa.
Ha le sue sorgenti sui ghiacciai della catena montuosa dell'Hindu Raj, al confine del distretto di Chitral. Da lì scorre attraverso i due distretti di Upper Dir e Lower Dir dirigendosi prevalentemente verso sud-ovest. Scorre 4 km a sud del capoluogo del distretto e infine, 25 km a ovest di Chakdara, si getta nello Swat, proveniente da ovest, del quale il Panjkora rappresenta l'affluente principale. Lungo i suoi ultimi 15 km, il fiume delimita il confine orientale dell'agenzia di Bajaur (Aree tribali di amministrazione federale). In questa parte inferiore del suo corso, il Panjkora attraversa una catena montuosa dirigendosi verso sud e attraversa una profonda gola. Il Panjkora ha una lunghezza di circa 220 km.
La National Road 45 segue dalla città di Dir il corso del fiume per una distanza di 75 km, prima di svoltare ad est 15 km a monte della confluenza del fiume con lo Swat. Lungo il corso del fiume si trovano numerosi siti archeologici.